# Jarl Van Eycke
Jarl Van Eycke (39) Melsele, Oost-Vlaanderen is een Belgisch magazijnwerker, amateurpuzzelaar en programmeur.

## Zodiac Killer
Jarl Van Eycke ontcijferde, samen met de hulp van de Australische wiskundige Sam Blake, de 50 jaar oude code van de Zodiac Killer. David Oranchak, een 46-jarige Amerikaanse webdesigner begon aan de code te ontcijferen in 2006, hij ontwikkelde enkele programma's die de ontcijfering zouden steunen. Jarl en Sam gingen in samenwerking met David. Van Eycke ontwikkelde het programma genaamd AZdecrypt.
Uit de ontcijfering van de code luidde het volgende bericht:
```
"Ik hoop dat jullie veel plezier hebben als jullie me proberen te vangen (...) Ik ben niet bang voor de gaskamer omdat die me heel snel naar de hemel zal sturen omdat ik nu genoeg slaven heb om voor mij te werken."
[
6
]
```

Oorspronkelijke tekst in het Engels:
```
"
I hope you are having lots of fan in trying to catch me that wasnt me on the tv show which bringo up a point about me I am not afraid of the gas chamber becaase it will send me to paradlce all the sooher because e now have enough slaves to worv for me where every one else has nothing when they reach paradice so they are afraid of death I am not afraid because i vnow that my new life is life will be an easy one in paradice death.
"
[
8
]
```

## Michiel van Langren
Van Eycke slaagde er in één week in om de beroemde "Langren Code", een 400 jaar oud raadsel, te ontcijferen. Van Eycke werkte samen met Jos Pauwels, een Antwerpse amateurastronoom; die aandacht had voor de onopgeloste code. Dirk Huylebrouck, Ontwerp en Engineering van Constructie en Architectuur aan KU Leuven contacteerde Van Eycke; omwille van het nieuws over de oplossing van de code van de Zodiac Killer. Van Eycke bleek geïnteresseerd te zijn in van Langren en besloot samen te werken met Pauwels.
Na een week kraakte Van Eycke de code met Pauwels, de code was bestaande uit woorden die ongeveer even lang waren met hoofdletters, gewone letters en cijfers. De spatiering bleek echter misleidend te zijn alsook de hoofdletters die irrelevant bleken te zijn. De cijfers moesten vervangen worden naar letters. De tekst werd niet in het Spaans geschreven zoals men eerst dacht maar in het 17de-eeuws Frans.
Uit de ontcijfering luidde de volgende tekst:
```
"Michel Florencio van Langren zegt dat men twee cilindrische koperen vaten moet maken met gelijke inhoud die onderaan een kegelvormig uiteinde hebben waarin men in het midden een gaatje aanbrengt zodanig dat ze, als ze gevuld worden met zeewater, een lijntje water laten lopen tot ze leeg zijn. Door de sterren weet men in hoeveel tijd ze leeg moeten zijn."
[
4
]
```

## Geëncrypteerde krantenadvertentie
In 2022 ontcijferde Van Eycke de boodschap van een geëncrypteerde krantenadvertentie die gepubliceerd werd in 1902.